# دوغ كورتيس
دوغ كورتيس (بالإنجليزية: Doug Curtis)‏ هو مهندس الصوت أمريكي، ولد في 8 مارس 1951، وتوفي في 10 يناير 2007.